# 松島北インターチェンジ
松島北インターチェンジ（まつしまきたインターチェンジ）は、宮城県宮城郡松島町にある三陸自動車道（三陸沿岸道路 仙台松島道路）のインターチェンジである。
利府中ICから当ICまでの区間は、当初は宮城県道8号仙台松島線のバイパス有料道路（仙台松島道路）として供用され、三陸自動車道で最も早くに開通した区間であった。仙台松島道路時代は終点のICとして国道45号に直結接続されていたため、後に三陸自動車道と名称を変え鳴瀬奥松島ICまで延伸された際、国道346号への接続付け替え・国道45号旧・直結部の線形変更を行った経緯から、ランプウェイ部はやや複雑な線形をなす（その痕跡は2021年現在でも確認することができる）。
遠田郡涌谷町・大崎市鹿島台方面への窓口であり、役場や松島駅等のある松島町中心部（高城地区）にも近い。
宮城県道路公社の管轄区間であるため、ETCレーンの設置が遅れたが、2006年（平成18年）3月1日より運用を開始した。

## 道路

### 本線
- E45 三陸自動車道（7番）

### 接続道路
- 国道346号
- 国道45号

## 料金所
- ブース数：4

### 入口
- ブース数：2
  - ETC専用：1
  - 一般：1

### 出口
- ブース数：2
  - ETC専用：1
  - 一般：1

## 周辺
- 東日本旅客鉄道東北本線愛宕駅

## 隣
E45 三陸自動車道（三陸沿岸道路 仙台松島道路）
(6) 松島大郷IC - (7) 松島北IC - (8) 鳴瀬奥松島IC